# 大阪放送会館
大阪放送会館（おおさかほうそうかいかん）は、日本の大阪府大阪市中央区に所在するNHK大阪放送局の局舎である。ここでは1936年（昭和11年）に建てられ2002年（平成14年）まで存続したNHK大阪放送局の局舎についても記す。

## 初代

### 歴史
1925年（大正14年）、当時の社団法人大阪放送局の放送は、大阪・北浜の地にあった三越呉服店大阪支店の屋上から開始された。局は翌年の1926年（大正15年）12月1日には上本町において木造2階建ての局舎（上本町演奏所）を建設しそれによって運用されたが、それは狭隘かつ音響も悪いなど諸所に難があったので、新局舎建設が発議され、その建設用地として大阪城公園南西の地を確保した。
その設計は1932年（昭和7年）6月28日に日本放送協会が渡辺仁、山下寿郎、高橋貞太郎、安井武雄、渡辺節、石本喜久治の6名を指名し図案の提出を求め、協会側より設計要旨を示し、図案提出期限を9月末日として、総数11種の図案が提出され、審査員は建築学会正員側内田祥三、佐藤功一、宗兵蔵、日本放送協会本部側より小森常務、日本放送協会関西支部側より廣江常務にして審議の結果、同年10月31日の最終審査において渡辺仁案が最優秀案に選定された。
かくして1934年（昭和9年）2月19日起工され、1936年（昭和11年）10月21日落成式が行われた。
戦時中には中部軍司令部の通信参謀の指示で塔屋頂上部に高射砲が置かれ、屋根には焼夷弾を滑落させる目的で青竹製の傾斜した屋根が組まれた。1945年（昭和20年）8月14日には米軍による空襲の被害を初めて受け、多くの窓ガラスが破損するなどの被害をこうむった。
第二次世界大戦で日本が敗戦した後の1945年（昭和20年）9月23日、地上3階から地上7階の一部ないし全部を米軍が接収した。この期間、1949年（昭和24年）10月まではCCD（民間検閲支隊）の検閲官による検閲（1947年8月までは事前検閲、それ以降は事後検閲）が行われたほか、1953年（昭和28年）8月22日までは10キロワットの占領軍向け放送（AFRS、後にFENと改称、呼出符号WVTQ）などに利用された。テレビ放送の開始を理由とする再三の接収解除要求の結果、1954年（昭和29年）8月9日に接収解除された。
テレビジョン放送が開始されると、ラジオ放送のみを想定した局舎（本館）のみでは狭隘になったため、1957年（昭和32年）4月18日には敷地東側にテレビ専用スタジオの「別館」が建設された。その後の1963年（昭和38年）11月12日には本館南側の国有地を買収した敷地に地上4階・地下1階建ての「新館」が竣工した。この新館の建設中には難波宮跡の発掘が行われた。なお大阪放送局では1962年（昭和37年）6月30日から1963年（昭和38年）8月まで大阪・毎日会館を「堂島スタジオ」として借用していたことがあった。
2代目大阪放送会館完成後取り壊され、この地は長らく、コインパーキング（三井のリパーク）となっていたが、2023年現在、使用されず更地となっている。

### 建築概要
本館の設計は渡辺仁建築工務所・渡辺仁にして構造設計は内藤多仲であった。全部で12のスタジオがあって、そのうち最大のものは3階層分の吹き抜け。翼型の平面計画でスタジオを道路から離れた位置に配するなど、敷地周辺からの遮音に配慮した設計がなされていた。施工は大林組。
新館は地下1階、地上4階建て、延床面積14,500平方メートルの規模の建物で、建設当初地上8階までの増築を見込み、それに見合う基礎工事やエレベーターを増築するための設計がなされていたが、後に建築基準法が改正されたため実現しなかった。地下１階は局員及び関係者専用の食堂として使われていた。施工は大林組。

## 2代目

### 歴史
隣接の大阪歴史博物館と一体で設計・建設。1998年1月起工、2001年（平成13年）4月竣工。テレビ用・ラジオ用スタジオを各6室、計12室備えている。
放送機能は2001年11月からで、2003年の地上デジタル放送を見据えてHD設備を導入している。関西ウィークとして祝った。2003年第23回大阪まちなみ賞大阪市長賞を受賞。
2008年4月に全てのテレビスタジオがHD収録に対応。
2009年からは大阪放送会館を東京の放送センターが被災した際のバックアップとして機能させるために準備を進め、2010年4月に緊急地震速報受信装置を、2010年中にBSデジタル副局を設置して、大阪からBS放送を経由して全国の地上放送（総合テレビ）へ放送する環境を整えた。これ以降、災害初期報道の訓練を定期的に行って万が一に備えている。
近隣に読売テレビの本社があり、大阪放送会館の屋上に設置された情報カメラが大阪城と共に映すことがある（逆に、読売テレビ本社裏手のTWIN21に設置された情報カメラからも大阪放送会館を映すことがある）。

### スタジオ
- T-1スタジオ（8階）

連続テレビ小説収録に使用。
- T-2スタジオ（8階）

バラエティー番組などに使用。T-1に隣接。
- T-3スタジオ（14階）

かんさい熱視線などに使用。
- BKプラザスタジオ（1階）

ぐるっと関西おひるまえに使用。
- NCAスタジオ（11階）

列島ニュース、ニュースほっと関西、おはよう関西、ウィークエンド関西、ニュース きん5時および定時ニュースに使用。
- NCBスタジオ（11階）

定時ニュースに使用。
- R-1スタジオ
- R-2スタジオ
- R-3スタジオ
- RNC-1スタジオ（11階）

関西ラジオワイドに使用。
- RNC-2スタジオ（11階）
- RNC-3スタジオ（11階）

## 年表
- 1934年（昭和9年）2月19日 - 初代大阪放送会館本館起工。
- 1936年（昭和11年）10月21日 - 落成式。
- 1945年（昭和20年）9月23日 - 米軍は本館の一部を接収。
- 1954年（昭和29年）8月9日 - 接収解除。
- 1957年（昭和32年）4月18日 - 本館東側にテレビ専用スタジオの別館竣工。
- 1963年（昭和38年）11月12日 - 本館南側に新館竣工。
- 2001年（平成13年）11月3日 - 2代目大阪放送会館竣工。